# Philippe Baumard
 (novembre 2021).
Philippe Baumard est professeur des universités au CNAM de Paris, Directeur du laboratoire Sécurité Defense Renseignement SDR3C (Cnam). et chercheur au sein de la chaire Innovation & Régulation des services numériques de l'École polytechnique. Ses thèmes de recherche sont la coopétition, la cyberdéfense, l'apprentissage en situations adverses, la connaissance tacite, l'innovation et les façades organisationnelles, l'échec et le désapprentissage au cours de crises organisationnelles. Il a été professeur visitant à la Haas School of Business, université de Californie à Berkeley, de 2004 à 2007, puis visiting professor à l'université Stanford (2008-2010). Il a présidé le conseil scientifique du conseil supérieur de la formation et la recherche stratégiques.

## Biographie
Il commence ses études en sciences économiques à l'université d'Aix-Marseille II, où il est l'élève de Bernard Rosier. Son mémoire d'études de 1989 analyse le parallélisme entre la montée de l'intermédiation électronique (mise en réseaux de la société) avec le panoptique de Jeremy Bentham. Il y décrit la croissance d'un phénomène "néopanoptique" dans les sociétés contemporaines, où la fonction de dissociation entre le couple « voir » et « être vu », chère à Michel Foucault est entretenue par des technologies de l'information synchrones et asynchrones. Cette première recherche fait l'objet d'une publication sous le titre de Stratégie et surveillance des environnements concurrentiels aux Éditions Masson en 1991.
Il rejoint l'École des hautes études en sciences sociales (EHESS), où, sous la direction du directeur d’études Patrick Fridenson, il fait un DEA sur l'histoire de la recherche d'information minière de Pechiney en Guinée. Durant ses études en recherche historique, il se lie d'amitié avec le professeur Steven Dedijer à l'Université de Lund. Il travaille dans le cadre d'une thèse de doctorat à l'étude des logiques d'échec, de défaillance et de crises, et il étudie le rôle joué par les défauts de connaissance dans ces dernières. Il obtient en 1991 la Bourse Paris-Oxford, attribuée par les chanceliers des universités de Paris et d'Oxford, et entame un travail de recherche qui le conduira au Nuffield College (Oxford), à l'université technologique de Sydney (Australie) et l'université de New York pour étudier les dynamiques de la connaissance tacite en situations de crises. Il rencontre à New York le professeur William H. Starbuck (en), dont il devient l'assistant de recherche et avec lequel il entamera une longue collaboration intellectuelle. Invité par W. Schwartau à publier dans le premier ouvrage collectif américain sur la « guerre de l'information » en 1994, il écrit une critique argumentée sur l'incapacité d'une approche infrastructurelle à produire une connaissance utile et prédit que les erreurs du passé en matière de défaillance de renseignement se reproduiront selon cette même logique. Publié en 1994, cet article est adopté par la National Defense University pour ses enseignements d’information warfare dès sa publication.

## Écrits
- Le vide stratégique, Paris: CNRS Éditions, janvier 2012.
- (en) Bo Hedberg, Philippe Baumard et Ali Yakhlef, Managing imaginary organizations: a new perspective on business, Oxford, UK, Pergamon, 2002 (1re éd. 2002) (OCLC 50859118, lire en ligne).
- "Analyse stratégique: mouvements, signaux concurrentiels et interdépendance", Paris: Dunod, 2001.
- (en) Tacit Knowledge in Organizations, Londres: Sage, juin 1999.
- Compétitivité et systèmes d’information, avec Colonel J.A. Benvenuti, Paris: InterEditions, 1998.
- Organisations déconcertées. La gestion stratégique de la connaissance, Paris: Masson, mars 1996.
- Prospective à l’usage des managers, Paris: Litec, Collection « Les Essentiels de Gestion », Paris: Litec, 1996.
- Philippe Baumard, Stratégie et surveillance des environnements concurrentiels, Paris, France, Masson, 1991 (1re éd. 1991) (OCLC 23948607, lire en ligne [PDF]) 192 pages.
- (en) Can Organizations Really Unlean?, avec E. Turc in: Ron Day & Claire McInerney (Eds), Rethinking KM: From Knowledge Management to Knowledge Processes. Dordrecht, The Netherlands, 2006.
- (en) avec W.H. Starbuck (2005, juin), « Learning From Failures: Why It May Not Happen », "Long Range Planning", 38, pp. 281-298.
- (en) « From Information Warfare to Knowledge Warfare: Preparing for the Paradigm Shift », in Col. Alan D. Campen, USAF, Douglas H. Dearth and R. Thomas Goodden (Eds.), Cyberwar: Security, Strategy and Conflict in the Information Age, Fairfax, Virginia: Armed Forces Communications and Electronics Association (AFCEA). Précédemment publié dans W. Schwartau (Ed.) (1994), Information warfare, New York : Thunder’s Mouth Press, p. 611-626
- La cybercriminalité comportementale : historique et régulation, Revue française de Criminologie et de Droit Pénal